# Морозов Єфрем Михайлович
Єфрем Михайлович Морозов (1906, місто Таганрог, тепер Ростовської області, Російська Федерація — 1971, місто Іваново, Російська Федерація) — радянський діяч органів держбезпеки, народний комісар внутрішніх справ Татарської АРСР. Депутат Верховної Ради СРСР 1-го скликання (1941—1946).

## Біографія
Народився в родині робітника. У 1920 році закінчив шість класів школи в місті Таганрозі.
У травні 1921 — червні 1922 року — різноробочий на шкіряному заводі № 1 міста Таганрога. У липні 1922 — липні 1925 року — учень школи фабрично-заводського учнівства при шкіряному заводі № 1 міста Таганрога. У 1923 році вступив до комсомолу.
У серпні 1925 — липні 1928 року — учень шкіряного технікуму в Москві.
Член ВКП(б) з січня 1926 року.
У серпні 1928 — лютому 1938 року — помічник майстра, завідувач виробничо-планового відділу, начальник цеху на шкіряному заводі № 1 міста Таганрога.
У лютому — грудні 1938 року — 2-й секретар, 1-й секретар Качальницького районного комітету ВКП(б) Ростовської області.
З грудня 1938 року — в органах державної безпеки СРСР.
28 січня 1939 — 26 лютого 1941 року — народний комісар внутрішніх справ Татарської АРСР. 26 лютого — 31 липня 1941 року — народний комісар державної безпеки Татарської АРСР.
У серпні 1941 — січні 1942 року — начальник Бологоєвського міського відділу НКВС Калінінської області. У вересні 1941 — січні 1942 року — заступник начальник УНКВС по Калінінській області.
У лютому 1942 — липні 1945 року — заступник начальник УНКВС по Свердловській області.
У липні 1945 — грудні 1946 року — заступник начальник УНКВС (УМВС) по Чкаловській області.
У січні 1947 — липні 1948 року — начальник відділу виправно-трудових колоній УМВС по Ростовській області. У липні 1948 — серпні 1952 року — заступник начальник УМВС по Ростовській області з управління виправно-трудових таборів і колоній.
У серпні 1952 — серпні 1962 року — начальник відділу виправно-трудових колоній УМВС по Івановській області.
Потім — на пенсії в місті Іваново.

## Звання
- капітан державної безпеки (21.02.1939)
- майор державної безпеки (15.08.1941)
- полковник державної безпеки (14.02.1943)

## Нагороди
- два ордени «Знак Пошани» (26.04.1940,)
- орден Червоної Зірки (20.09.1943)
- медалі
- знак «Заслужений працівник НКВС» (6.03.1943)